# Oleggio Castello
Oleggio Castello es una localidad y comune italiana de la provincia de Novara, región de Piamonte, con 1.968 habitantes.

## Evolución demográfica
| Gráfica de evolución demográfica de Oleggio Castello entre 1861 y 2011 |
|                                                                        |
| Fuente ISTAT - elaboración gráfica de Wikipedia                        |